# أولادزيسلاو غانتشارو
أولادزيسلاو غانتشارو (بالروسية: Гончаров, Владислав Олегович)‏ (البيلاروسية : Уладзіслаў Ганчароў)،رياضي بيلاروسي في جمباز القفز، من مواليد 2 ديسمبر 1995 بمدينة فيتيبسك البيلاروسية. شارك أولادزيسلاو غانتشارو في منافسات الجمباز في الألعاب الأولمبية الصيفية 2016 حيث أحرز الميدالية الذهبية في فردي الرجال لجمباز القفز.

## مسيرته الرياضية
بدأ غانتشارو مسيرته الرياضية في السادسة من عمره، وفي سنة 2012 أحرز الميدالية الذهبية في منافسات كأس العالم لجمباز القفز الذي أقيم بمدينة صوفيا البلغارية، وفي نفس المدينة شارك غانتشارو في بطولة العالم لسنة 2013.

## روابط خارجية
- أولادزيسلاو غانتشارو على موقع الاتحاد الدولي للجمباز (licence) (الإنجليزية)
- أولادزيسلاو غانتشارو على موقع الاتحاد الدولي للجمباز (biography) (الإنجليزية)
- أولادزيسلاو غانتشارو على موقع اللجنة الأولمبية الدولية (الإنجليزية)
- أولادزيسلاو غانتشارو على موقع أوليمبيديا (الإنجليزية)